# Арктур
Арктур или α Волара (лат. Arcturus, α Boötis, α Boo) је најсјајнија звезда сазвежђа Волар и најсјајнија звезда северне небеске хемисфере. Магнитуда Арктура износи -0,05 (уз варијације од неколико стотих делова магнитуде), што је чини четвртом најсјајнијом звездом ноћног неба. Назив Арктур на старогрчком значи „чувар медведа“.
Арктур је наранџасти џин, спектралне класе К2III, пречника око 25 пута већег од пречника Сунца и преко 100 пута луминознији од Сунца. Налази се на 37 светлосних година (11 парсека) од Сунчевог система, на координатама α = 14h 15m 39,6s δ = +19° 10’ 57”.
Арктур има велико релативно кретање, друго највеће мећу звездама сјајнијим од 1. магнитуде (одмах после алфе Кентаура). Арктур је члан групе звезда назване по њему Арктурова група, коју према претпоставкама чине 53 звезде које имају заједничко порекло.
У језгру Арктура је престала фузија водоника и почела је фузија хелијума у угљеник. У будућности, Арктур ће одбацити спољашње слојеве од којих ће настати планетарна маглина, док ће унутрашњи слојеви остати у облику белог патуљка.

## Номенклатура
Ознаку Арктура као α Boötis (латинизирано у Alpha Boötis) дао је Јохан Бајер 1603. године. Међународна астрономска унија је 2016. организовала Радну групу за имена звезда (WGSN) за каталогизацију и стандардизацију властитих имена за звезде. Први билтен WGSN-а из јула 2016. укључивао је табелу прве две групе имена које је одобрио WGSN; који је укључивао Арктур за α Boötis.

## Опсервација
Са привидном визуелном магнитудом од -0,05, Арктур је најсјајнија звезда на северној небеској хемисфери и четврта најсјајнија звезда на ноћном небу, после Сиријуса (-1,46 привидне магнитуде), Канопусa (-0,72) и α Кентаурa (комбинована магнитуда -0,27). Међутим, α Кентаури АБ је бинарна звезда, чије су компоненте слабије од Арктура. Ово Арктур чини трећом најсјајнијим индивидуалном звездом, одмах испред α Кентаурa А (званично назван Rigil Kentaurus), чија је привидна магнитуда is −0.01. Француски математичар и астроном Жан Батист Морен посматрао је Арктур дању телескопом 1635. године, први за било коју звезду осим Сунца и супернове. Арктур је голим оком виђен у време или непосредно пре заласка сунца.
Арктур је видљив са обе Земљине хемисфере јер се налази 19° северно од небеског екватора. Звезда кулминира у поноћ 27. априла, а у 21 часа 10. јуна видљив је током касног северног пролећа или јужне јесени. Са северне хемисфере, једноставан начин да пронађе Арктурус је да се прати лук ручке Великих кола (или плуга). Настављајући овим путем, може се пронаћи Спика, „Лук до Арктура, затим скок (или убрзање) до Спике”.
Птоломеј је описао Арктур као subrufa („мало црвен”): има B-V индекс боја од +1,23, отприлике на средини између Полукса (B-V +1,00) и Алдебарана (B-V +1.54).
η Воловар, или Муфрид, удаљен је само 3,3 светлосне године од Арктура и имао би визуелну магнитуду -2,5, отприлике као Меркур са Земље, док би посматрач на бившем систему видео Арктура сјајног као што се Венера види из Земља.
Године 1984, рефлектујући телескоп Јап од 90 cm у Херстмонсу је тестиран ешел спектрографом са Краљичиног универзитета у Белфасту и CCD камером. Посматрања звезда Арктур и Денеб (Алфа Лабуд) обављена су у лето 1984. године.

## Физичке карактеристике
На основу годишњег померања паралаксе од 88,83 милиарксекунде измереног сателитом Хипаркос, Арктур је удаљен  36,7 светлосних година (11.26 парсека) од Сунца. Маргина грешке паралаксе је 0,54 милиарсекунде, што представља маргину грешке удаљености од ±0,23 ly (0,071 pc). Због своје близине, Арктур има велико правилно кретање, две лучне секунде годишње, веће од било које звезде прве магнитуде осим α Kентаури.
Арктур се креће брзо (122 km/s) у односу на Сунце, и сада је скоро у својој најближој тачки Сунцу. Најближи приступ ће се десити за око 4.000 година, када ће звезда бити неколико стотинки светлосне године ближе Земљи него што је данас. (У антици, Арктур је био ближе центру сазвежђа.) Сматра се да је Арктур звезда старог диска и изгледа да се креће са групом од 52 друге такве звезде, познате као Арктуров ток.